# Pretnar-Preis
Der Internationale Pretnar-Preis (slo. Mednarodna Pretnarjeva nagrada) wird seit 2004 für wichtige Beiträge zur internationalen Etablierung der slowenischen Sprache und Literatur im Ausland verliehen. Mit seiner Verleihung geht der Ehrentitel „Botschafter der slowenischen Literatur und Sprache“ einher. Seit 2008 wird der Preis im Rahmen des jährlichen Lirikonfests vergeben.

## Namensgebung und Organisation
Der Preis versteht sich als Dank für außerordentliche Beiträge zur Bekanntmachung der slowenischen Sprache und Literatur im Ausland und wurde nach Tone Pretnar (1945–1992), einem slowenischen Dichter, Literaturwissenschaftler und Übersetzer, benannt, der an verschiedenen Universitäten in Österreich, Polen, Italien und Ljubljana slowenische Literaturgeschichte und vergleichende Lyrik der slawischen Sprachen lehrte und somit wesentlich zur Bekanntheit der slowenischen Sprache außerhalb der Landesgrenzen beitrug. Initiator und in seiner Funktion bei der Literaturstiftung Velenje (Velenjska knjižna fundacija) sowie der Literaturvereinigung Velenje (Kniževna asociacija Velenje) noch heute Organisator der Pretnar-Preises ist Ivo Stropnik, selbst slowenischer Schriftsteller und ein ehemaliger Student Tone Pretnars. Von 2004 bis 2007 wurde die Auszeichnung im Rahmen des slowenischen Herberstein-Literatentreffens (Herbersteinsko srečanje slovenskih književnikov) in Velenje verliehen, seit 2008 ist sie Bestandteil des daraus entstandenen Lirikonfests in Velenje. Der festliche Empfang der Nominierten findet dabei in der Dr.-Tone-Pretnar-Bibliothek in Tržič statt.
Von 2004 bis 2011 war der Preis mit einer Geldsumme dotiert, die vom Kulturministerium der Republik Slowenien sowie der Öffentlichen Buchagentur Sloweniens (Javna agencija za knjigo) mitfinanziert wurde; seit 2012 handelt es sich um einen reinen Ehrenpreis. Die Auszeichnung wird seit Beginn in Form einer kunstvollen Bronzestatue, gestaltet von dem slowenischen Bildhauer Jurij Smole, vergeben. Hauptsponsor des Preises ist die Gemeinde Velenje; im Rahmen des Lirikonfests wird ein Teil der Finanzierung von der Öffentlichen Buchagentur Sloweniens getragen.

## Auswahlkriterien und Preisträger
Die Auswahlkriterien für den Pretnar-Preis beziehen sich auf keinen bestimmten Bereich des literarischen oder kulturellen Schaffens oder auf den Umfang des literarischen Opus, wie es viele andere Auszeichnungen tun. Sie besagen lediglich, dass die potentiellen Kandidaten mit ihrem Wirken bedeutend zur internationalen Vernetzung und Geltung der slowenischen Literatur und Sprache beigetragen haben müssen. Dabei ist es egal, ob es sich um Staatsbürger der Republik Slowenien oder anderer Nationalitäten handelt. So wurde bei der ersten Verleihung des Pretnar-Preises der österreichische Lektor, Übersetzer und Dichter Ludwig Hartinger ausgezeichnet. Sein Beitrag zur Verbreitung der slowenischen Sprache und Literatur in der Welt bestand in der Herausgabe von drei Anthologien slowenischer Lyrik in deutscher Sprache, eigenen Übersetzungen des slowenischen Dichters Srečko Kosovel und seiner Mitwirkung bei der Herausgabe der Kosovel-Monografie Der Traum des Ikarus. Weitere Preisträger aus dem deutschsprachigen Raum waren bisher (Stand November 2022) Peter Scherber und Matthias Göritz. In chronologischer Reihenfolge lauten die Laureaten wie folgt:
- 2004: Ludwig Hartinger (Österreich)
- 2005: František Benhart (Tschechien)
- 2006: Gancho Savov (Bulgarien)
- 2007: Božena und Emil Tokarz (Polen)
- 2008: Kari Klemelä (Finnland)
- 2009: Matjaž Kmecl und Andrej Rozman (Slowenien)
- 2010: Nadezhda Starikova (Russland)
- 2011: Peter Scherber (Deutschland/Österreich)
- 2012: Evgen Bavčar (Slowenien-Frankreich) und Orsolya Gallos (Ungarn)
- 2013: Nikollë Berishaj (Albanien)
- 2014: Zdravko Kecman (Bosnien und Herzegowina/Republika Srpska)
- 2015: Karol Chmel (Slowakei)
- 2016: Zvonko Kovač (Kroatien)
- 2017: Joanna Pomorska (Polen)
- 2018: Peter Kuhar (Slowenien/Tschechien) und Lenka Kuhar Daňhelová (Tschechien)
- 2019: Metka Lokar (Slowenien/China)
- 2020: Miran Hladnik (Slowenien)
- 2021: Aleš Šteger (Slowenien)
- 2022: Matthias Göritz (Deutschland)